# Case IH
Case IH je ameriški proizvajalec kmetijskih strojev. Podjetje je bilo ustanovljeno leta 1984. Danes je Case IH v lasti skupine CNH Industrial, ki jo kontrolira Fiat Industrial.

## Tovarne
- Benson, Minnesota - stroji za obiranje bombaža
- Ferreyra, Argentina - Kombajni, traktorji[1]
- Curitiba, Brazilija - Farmall, Maxxum in Magnum Traktorji
- Grand Island, Nebraska - Kombajni, stroji za silažo
- Fargo, Severna Dakota - Traktorji
- Piracicaba, Brazilija - Stroji za obiranje sladkornega trsa, stroji za obiranje kave, sejalniki
- Racine, Wisconsin - Traktorji
- Saskatoon, Saskatchewan
- Sorocaba, Brazilija - 2566, 7120, 8120 kombajni
- St. Valentin, Avstrija - Traktorji
- Goodfield, Illinois
- New Holland, Pensilvanija - Balirniki
- TürkTraktör, Turčija - Traktorji
- New holland India Pvt limited - traktorji in kombajni
- Burr Ridge, Illinois

## Galerija
- Case IH 3594 traktor
- Case IH Magnum 275 AFS traktor
- Case IH Steiger STX 480 traktor
- Case IH AFS 600 QuadTrac
- Case IH AFX 8010 kombajn
- Case IH Axial-Flow AFX 9120 kombajn